# Waterschap Matsloot-Roderwolde
Matsloot-Roderwolde is de naam van het voormalige waterschap in de Nederlandse provincies Drenthe en Groningen. Het lag in de gemeenten Roden, Leek en Hoogkerk. Het waterschap is opgericht op 6 oktober 1933 en ontstond uit de waterschappen De Matsloot en Roderwolde. Het waterschap was ongeveer 1200 hectare groot.
Het waterschap Noordenveld beheerde vanaf eind 1975 de werken van Matsloot-Roderwolde. Toen het reglement van Noordenveld in 1984 werd aangepast, is tegelijk tot opheffing van Matsloot-Roderwolde besloten en het op te laten gaan in Noordenveld, per 1 januari 1985.
Waterstaatkundig gezien ligt het gebied sinds 1995 binnen dat van het waterschap Noorderzijlvest.